# Бабенко Євген Федорович
Євген Федорович Бабенко (1911 — січень 1986, місто Київ) — український радянський, комсомольський та партійний діяч, голова Івано-Франківського міськвиконкому.

## Біографія
Перебував на відповідальній комсомольській роботі. У 1937—1938 роках — завідувач відділу пропаганди та агітації Сталінського міського комітету ЛКСМУ. У 1938—1939 роках — завідувач відділу навчаючої молоді Сталінського обласного комітету ЛКСМУ.
Член ВКП(б) з 1939 року.
У 1939—1940 роках — секретар Сталінського обласного комітету ЛКСМУ.
У 1940—1942 роках — 1-й секретар Сталінського обласного комітету ЛКСМУ. З 1942 року — в евакуації. У 1943 — червні 1945 року — 1-й секретар Сталінського обласного комітету ЛКСМУ.
У 1945—1947 роках — завідувач організаційно-інструкторського відділу Сталінського обласного комітету КП(б)У.
У вересні 1947 — листопаді 1948 року — заступник начальника Управління із перевірки партійних органів ЦК КП(б)У.
У листопаді 1948 — серпні 1953 року — заступник завідувача відділу партійних, профспілкових і комсомольських органів ЦК КП(б)У. З листопада 1948 до 1949 року — в.о. завідувача відділу партійних, профспілкових і комсомольських органів ЦК КП(б)У.
З серпня 1953 року — слухач Вищої партійної школи при ЦК КПУ.
У 1955 — березні 1963 року — заступник голови виконавчого комітету Станіславської (Івано-Франківської) обласної ради депутатів трудящих.
7 березня 1963 — 1972 року — голова виконавчого комітету Івано-Франківської міської ради депутатів трудящих.
Подальша доля невідома. Персональний пенсіонер союзного значення.
Помер наприкінці січня 1986 року в Києві.

## Нагороди
- два ордени Трудового Червоного Прапора (23.01.1948, 26.02.1958)
- медалі